# Чуря Алла Архипівна
Чуря Алла Архипівна (нар. 18.09. 1945, Київ)  — радянський і український художник по гриму, член Національної спілки кінематографістів України.

## Біографія
Народилася 18 вересня 1945 року в Києві. 
В 1968 році закінчила Одеське театрально-художнє училище.
Член Національної спілки кінематографістів України.
Працює на Київській кіностудії ім. О. П. Довженка. 
Керівник Професійної школи-студії Алли Чурі. Грим кіно і TV. Макіяж.

## Фільмографія
Брала участь у створенні фільмів:
- «Мости» (1973, у співавт., «Молдова-фільм»)
- «Єралашний рейс» (1977)
- «Спокута чужих гріхів» (1978)
- «Пробивна людина» (1979)
- «Під свист куль» (1981)
- «Мужність» (1981, т/ф, 7 а)
- «Таємниці святого Юра» (1982)
- «Якщо ворог не здається…» (1982)
- «Три гільзи від англійського карабіна» (1983, у співавт. з В. Панчуком)
- «Миргород та його мешканці» (1983, у співавт. з Тетяною Татаренко)
- «Канкан в Англійському парку» (1984)
- «Якщо можеш, прости…» (1984)
- «Пароль знали двоє» (1985)
- «Крижані квіти» (1986)
- «Генеральна репетиція» (1988)
- «Убити „Шакала“» (1991)
- «Бухта смерті» (1991)
- «Танго смерті» (1991)
- «Спосіб вбивства» (1993)
- «Стамбульський транзит» (1993, у співавт. з Тетяною Татаренко)
- «Прикольна казка» (2008) та ін.